# Harry Dunkinson
Harry Dunkinson (New York, 16 dicembre 1876 – 14 marzo 1936) è stato un attore statunitense.
Recitò in 141 film tra il 1912 e il 1935, tra cui alcuni cortometraggi con Stanlio e Ollio.

## Filmografia parziale
- The Plum Tree, regia di E.H. Calvert - cortometraggio (1914)
- In the Glare of the Lights, regia di E.H. Calvert - cortometraggio (1914)
- Three Boiled Down Fables, regia di George Ade - cortometraggio (1914)
- Il ladro di perle (A Rogue's Romance), regia di James Young (1919)
- L'infernale (The Daredevil), regia di Tom Mix (1920)
- The Duke of Chimney Butte, regia di Frank Borzage (1921)
- Silver Valley, regia di Ben Stoloff (1927)
- Andando a spasso (Going Bye-Bye!), regia di Charley Rogers - cortometraggio (1934)